# Haliclona sorongae
Haliclona sorongae är en svampdjursart som först beskrevs av Brøndsted 1934.  Haliclona sorongae ingår i släktet Haliclona och familjen Chalinidae. Inga underarter finns listade i Catalogue of Life.